# Roi Scorpion
Pour le film, voir Le Roi Scorpion.
Le Roi Scorpion est un roi hypothétique de l'Égypte antique. Le nom de Roi Scorpion provient du fait que les seules traces écrites du nom de ce roi sont une tige végétale suivie d'un scorpion (prononciation incertaine).
D'après Nicolas Grimal, « En réalité, il faut peut-être voir dans ce nom de Scorpion deux rois différents » :
- Scorpion Ier (vers 3200 av. J.-C.)
- Scorpion II.